# CD56
 (janvier 2017).
L'antigène CD56 (cluster de différenciation 56) ou NCAM (Neural Cell Adhesion Molecule) est une glycoprotéine  s'exprimant à la surface des neurones, des glia et des muscles du squelette. Le CD56 a été impliqué dans l'adhésion des cellules entre elles, le développement des neurites, la plasticité des synapses, l'apprentissage et la mémoire.
D'autre part, le CD56 est l'antigène de surface qui caractérise les cellules Natural Killer (NK cells en anglais) humaines qui sont des lymphocytes du système immunitaire inné. Cet antigène n'est pas présent sur les cellules NK murines et aucun autre antigène approchant n'a été décrit.